# Каррильо, Андре
Андре́ Марти́н Карри́льо Ди́ас (исп. André Martín Carrillo Díaz; род. 14 июня 1991, Лима) — перуанский футболист, атакующий полузащитник и нападающий клуба «Коринтианс» и сборной Перу.

## Карьера
Андре Каррильо начал свою футбольную карьеру в академии Эстер Гранде де Бентин в 2004 году. В 2007 году он пришёл в молодёжный состав клуба «Альянса Лима». В середине 2009 года футболист был вызван в первую команду «Альянсы». 5 декабря он дебютировал в основном составе в матче чемпионата Перу против «Универсидад Сесар Вальехо»; встреча завершилась вничью 2:2. В следующем сезоне футболист чаще выходил на поле. 13 февраля 2011 года Андре забил свой первый гол на профессиональном уровне, поразив ворота «Унион Комерсио» (4:1). В последующие несколько месяцев за Каррильо стали следить в Европе: португальский «Порту», голландский «Гронинген», «Лацио» и московский ЦСКА предлагали контракт молодому нападающему. Каррильо продлил контракт с «Альянсой» до декабря 2013 года, а затем был продан в лиссабонский «Спортинг», подписав 6 мая пятилетний контракт.
22 декабря 2011 года Каррильо забил первый гол за «Спортинг», поразив ворота «Маритиму» в Кубке Португалии. 15 января 2012 года Андре забил первый гол в чемпионате Португалии в матче с «Брагой», однако ту встречу его команда проиграла 1:2.
2 февраля 2016 года «Спортинг» сообщил, что Каррильо подписал контракт с «Бенфикой» до 2021 года и перейдет в лиссабонский клуб 1 июля 2016 года.

## Международная карьера
В 2011 году Каррильо участвовал в составе молодёжной сборной Перу в чемпионате Южной Америки, где его команда заняла 4, предпоследнее, место в своей группе и выбыла из турнира. 28 июня 2011 года Андре сыграл первый матч за первую сборную, в нём перуанцы обыграли Сенегал со счётом 1:0. В том же году он поехал на Кубок Америки, сыграв там одну встречу со сборной Чили (0:1).

## Статистика
на 19 апреля 2012
| Клуб                | Сезон   | Чемпионат | Чемпионат | Кубок | Кубок | Континент. | Континент. | Всего | Всего |
| Клуб                | Сезон   | Игры      | Голы      | Игры  | Голы  | Игры       | Голы       | Игры  | Голы  |
| ------------------- | ------- | --------- | --------- | ----- | ----- | ---------- | ---------- | ----- | ----- |
| Альянса Лима        | 2009    | 1         | 0         | -     | -     | -          | -          | 1     | 0     |
| Альянса Лима        | 2010    | 11        | 0         | -     | -     | 0          | 0          | 11    | 0     |
| Альянса Лима        | 2011    | 9         | 3         | 0     | 0     | 0          | 0          | 9     | 3     |
| Спортинг (Лиссабон) | 2011/12 | 20        | 1         | 8     | 1     | 12         | 0          | 40    | 2     |

## Достижение
- «Игрок-открытие» чемпионата Перу: 2010[17]